# Lemnalia benayahui
Lemnalia benayahui is een zachte koraalsoort uit de familie Nephtheidae. De koraalsoort komt uit het geslacht Lemnalia. Lemnalia benayahui werd in 1982 voor het eerst wetenschappelijk beschreven door Verseveldt. 